# Mitch Dedecker
Mitch Dedecker is een personage uit de Vlaamse misdaadreeks Aspe. Het personage was te zien vanaf het derde tot en met het zesde seizoen van de serie en werd vertolkt door Mathias Coppens.
Dedecker komt niet voor in de gelijknamige boekenreeks.

## Personage

### Seizoen 3
Door het vertrek van André Bruynooghe komt er een plaats vrij in het team van Van In. Deze wordt vanaf Avondrood (03x01) ingevuld door Mitch Dedecker, een jonge ambitieuze politieman afkomstig van de lokale politie in Molenbeek. Hij wil zich al meteen bewijzen tegenover het team, en zijn partner Carine Neels in het bijzonder, maar dat valt niet in goede aarde.
Tijdens een openhartig gesprek met Carine praat Mitch per ongeluk zijn mond voorbij: hij is het neefje van commissaris De Kee. De teamleden kunnen hier in het begin niet mee om, maar uiteindelijk leert Mitch hen de leuke kant van de zaak kennen. Zo vertelt hij dat De Kee's koosnaampje pralinneke is, en dat ze in hun familie bijgevolg een praline al weleens een Rogerke noemen.

### Seizoen 4
Mitch is eindelijk volledig aanvaard en functioneert goed in het team. Ook tussen hem en Carine gaat het stukken beter. Het gaat zelfs zo ver dat de twee een relatie krijgen. Ze besluiten dit verborgen te houden, in de vrees dat een van hen zal worden overgeplaatst. Uiteindelijk worden ze dan toch betrapt, maar Van In maakt geen problemen rond de historie.

### Seizoen 5
Mitch wil graag met Carine gaan samenwonen, maar dit is buiten haar gerekend. Het duurt niet lang of het koppel gaat uit elkaar. Ze kunnen echter wel nog steeds met elkaar opschieten op professioneel vlak.
In De Perfecte Moord (05x11) blijkt Mitch zich te hebben ingeschreven voor een uitwisselingsproject. Hij gaat een poosje in Nederland werken, terwijl de Nederlandse inspecteur Tamara Meijer hem zal vervangen.

### Seizoen 6
Mitch keert in Schuld en Boete (06x04) terug uit Nederland en neemt de plaats van Tamara Meijer weer in. Hij wordt verliefd op Kim Vanmaele de dochter van wetsdokter Leo.
Na lang aarzelen vertelt Mitch aan Leo dat hij een relatie heeft met zijn dochter. In tegenstelling tot wat het koppel had verwacht, is Leo aangenaam verrast. Wanneer het tot een breuk komt tussen de twee, zit Mitch in zak en as. Zijn zelfmedelijden komt tot een hoogtepunt in De Klasreünie (06x08), waarin hij stelt dat zowel zijn jeugd als zijn liefdesleven één grote mislukking waren. Hij herkent zichzelf in een vrouwelijke seriemoordenaar die hij moet arresteren. Wanneer hij haar wil verhinderen van haar flatgebouw te springen, valt hij zelf mee de diepte in. Hij is op slag dood.

## Trivia
- Toen Mathias Coppens het aanbod kreeg om de laatste drie afleveringen van het vijfde seizoen te regisseren, werd zijn personage op eigen vraag tijdelijk uit de reeks geschreven, omdat Coppens niet de combinatie acteur-regisseur wilde maken. Uiteindelijk besloot hij ook voor verdere seizoenen aan te blijven als regisseur, waardoor ervoor werd gekozen zijn personage na een kortstondige terugkeer halverwege het zesde seizoen te schrappen.